# Nautijaure
Nautijaure är en sjö i Jokkmokks kommun i Lappland och ingår i Luleälvens huvudavrinningsområde. Sjön har en area på 3,5 kvadratkilometer och ligger 343 meter över havet. Sjön avvattnas av vattendraget Nautasätno (Nautasjåkkå).

## Delavrinningsområde
Nautijaure ingår i det delavrinningsområde (742426-164960) som SMHI kallar för Utloppet av Nautijaure. Medelhöjden är 357 meter över havet och ytan är 11,76 kvadratkilometer. Räknas de 15 avrinningsområdena uppströms in blir den ackumulerade arean 581,83 kvadratkilometer. Nautasätno (Nautasjåkkå) som avvattnar avrinningsområdet har biflödesordning 3, vilket innebär att vattnet flödar genom totalt 3 vattendrag innan det når havet efter 232 kilometer. Avrinningsområdet består mestadels av skog (59 procent) och sankmarker (11 procent). Avrinningsområdet har 3,47 kvadratkilometer vattenytor vilket ger det en sjöprocent på 29,5 procent.